# Adamae Vaughn
Pour l’article homonyme, voir Vaughn.
Adamae Vaughn, née Ada Mae Vaughn, (8 novembre 1905 - 11 septembre 1943), est une actrice  américaine de cinéma muet et des premiers films parlants, du début des années 1930,
.

## Biographie
Née à Ashland au Kentucky, la blonde Adamae Vaughn a une sœur, également actrice nommée Alberta Vaughn (1904-1992) qu'elle n'hésite pas à placer lorsque les réalisateurs sont à la recherche d'une brune. Entre 1921 et 1926, elle interprète 5 rôles dont The Courtship of Miles Standish en 1923 et The Last Edition en 1926. En mai, elle épouse à Los Angeles, Albert R. Hindman, un homme d'affaires dont elle divorcera  quelques mois plus tard pour le ré-épouser l'année suivante.
Tout comme Marceline Day et Fay Wray auparavant, le comité de la Western Associated Motion Picture Advertisers (WAMPAS) sélectionne Adamae, pour faire partie de la promotion des treize WAMPAS Baby Stars de 1927, composée entre autres par Natalie Kingston, Gladys McConnell et la future star d'Hollywood Helene Costello.
En 1929, elle est membre de la revue de la Warner Bros. qui rassemble et met en valeur des sœurs qui sont des actrices comme  les Vaughn, les Costello, les Mason, les Dana, les Young, les Blane et bien autres encore.
En 1930, le mélodrame Dancing Sweeties avec à l'affiche Sue Carol et Grant Withers était produit par la First National Pictures et Vitaphone.
Entre 1930 et 1934, elle n'est sollicitée qu'à deux reprises pour des rôles non crédités. Divorcée, elle se remarie avec Joseph Valentine Roul Fleur D'Anvray, un noble d'origine française, directeur de société automobile à Hollywood, représentant de General Motors en Europe et un auteur.
Elle joue son dernier film en 1936, dans Love Before Breakfast, malheureusement non créditée. Puis, elle part avec son mari, vivre en France.
Elle décède à l’hôpital de Studio City d'une obstruction intestinale, le 11 septembre 1943, à l'âge de 37 ans et est inhumée à Glendale.

## Filmographie
- 1921 : Stop Kidding réalisé par Nicholas T. Barrows et Robert P. Kerr : non créditée
- 1923 : The Courtship of Myles Standish réalisé par Frederick Sullivan : Mary Crackstone
- 1925 : The Last Edition réalisé par Emory Johnson : secrétaire de Hamilton
- 1926 : The Arizona Streak réalisé par Robert De Lacey : Ruth Castleman
- 1926 : Flashing Fangs réalisé par Henry McCarty : June
- 1929 : La Revue des revues réalisé par John G. Adolfi
- 1930 : Dancing Sweeties réalisé par Ray Enright : Emma O'Neil
- 1934 : Le Retour de Sophie Lang réalisé par Ralph Murphy
- 1936 : Vacation Loves réalisé par Walter Lang